# Анжеліка Реш
Анжеліка Реш (нім. Angelika Rösch; нар. 8 червня 1977) — колишня німецька тенісистка.
Найвищу одиночну позицію світового рейтингу — 69 місце досягла 24 лютого 2003, парну — 107 місце — 17 березня 2003 року.
Здобула 5 одиночних та 6 парних титулів туру ITF.
Завершила кар'єру 2010 року.

## Фінали турнірів WTA

### Парний розряд:1 поразка
| Результат | Дата          | Турнір                                                | Покриття | Партнерка       | Суперниці                            | Рахунок  |
| --------- | ------------- | ----------------------------------------------------- | -------- | --------------- | ------------------------------------ | -------- |
| Поразка   | 13 липня 2002 | Internazionali Femminili di Tennis di Palermo, Італія | Ґрунт    | Любомира Бачева | Євгенія Куликовська Катерина Сисоєва | 4–6, 3–6 |

## Фінали ITF
| Легенда          |
| ---------------- |
| турніри $100,000 |
| турніри $75,000  |
| турніри $50,000  |
| турніри $25,000  |
| турніри $10,000  |

### Одиночний розряд (5–5)
| Результат | Ранг | Дата            | Турнір                            | Покриття | Суперниця               | Рахунок          |
| --------- | ---- | --------------- | --------------------------------- | -------- | ----------------------- | ---------------- |
| Перемога  | 1.   | 3 грудня 1995   | Сан-Паулу, Бразилія               | Тверде   | Сабіне Гас              | 6–1, 5–7, 6–2    |
| Перемога  | 2.   | 6 вересня 1998  | Гехінген (Цоллернальб), Німеччина | Ґрунт    | Ольга Виметалкова       | 6–4, 5–7, 7–5    |
| Поразка   | 3.   | 19 вересня 1999 | Оточець, Словенія                 | Ґрунт    | Марта Марреро           | 2–6, 1–6         |
| Поразка   | 4.   | 27 серпня 2000  | Марибор, Словенія                 | Ґрунт    | Клара Коукалова         | 5–7, 4–6         |
| Поразка   | 5.   | 1 липня 2001    | Мон-де-Марсан, Франція            | Ґрунт    | Селін Бейгбедер         | 1–6, 1–6         |
| Перемога  | 6.   | 30 вересня 2001 | Верона, Італія                    | Ґрунт    | Зузана Кучова           | 6–4, 6–0         |
| Поразка   | 7.   | 7 жовтня 2001   | Жирона, Іспанія                   | Ґрунт    | Анабель Медіна Гаррігес | 4–6, 4–6         |
| Перемога  | 8.   | 21 квітня 2007  | Барі, Італія                      | Ґрунт    | Джулія Габба            | 6–4, 6–7(3), 7–5 |
| Поразка   | 9.   | 10 червня 2007  | Градо, Італія                     | Ґрунт    | Дар'я Кустова           | 2–6, 6–3, 2–6    |
| Перемога  | 10.  | 28 вересня 2008 | Лечче, Італія                     | Ґрунт    | Мервана Югич-Салкич     | 6–2, 6–7(5), 7–5 |

### Парний розряд (6–7)
| Результат | Ранг | Дата            | Турнір                            | Покриття   | Партнерка            | Суперниці                               | Рахунок          |
| --------- | ---- | --------------- | --------------------------------- | ---------- | -------------------- | --------------------------------------- | ---------------- |
| Поразка   | 1.   | 20 серпня 1995  | Ломар, Німеччина                  | Ґрунт      | Тетяна Циганій       | Силва Несвадбова Мілена Неквапілова     | 6–2, 4–6, 4–6    |
| Поразка   | 2.   | 2 серпня 1997   | Ле-Контамін-Монжуа, Франція       | Тверде     | Ева Бельбль          | Емманюелль Курутше Софі Жорже           | 2–6, 1–6         |
| Поразка   | 3.   | 8 лютого 1998   | Майорка, Іспанія                  | Ґрунт      | Ева Бельбль          | Катя Альтілія Аліче Канепа              | 5–7, 6–7         |
| Перемога  | 1.   | 13 серпня 2000  | Гехінген (Цоллернальб), Німеччина | Ґрунт      | Міріам Д'Агостіні    | Наталі Грандін Ніколь Ренкен            | 7–6(3), 6–2      |
| Перемога  | 2.   | 26 серпня 2000  | Марибор, Словенія                 | Ґрунт      | Ясмін Вер            | Ванеса Краут Алінор Трісеррі            | 6–4, 4–6, 7–6(1) |
| Поразка   | 4.   | 24 вересня 2000 | Лечче, Італія                     | Ґрунт      | Зіна Шрайбер         | Ева Бес Алісія Ортуньйо                 | 4–6, 0–6         |
| Перемога  | 3.   | 22 вересня 2001 | Лечче, Італія                     | Ґрунт      | Маріам Рамон Клімент | Андрея Ехрітт-Ванк Марія Паола Дзавальї | 7–6(5), 7–6(6)   |
| Перемога  | 4.   | 6 липня 2003    | Штутгарт, Німеччина               | Ґрунт      | Антонія Матіч        | Марія Гезненге Драгана Зарич            | 6–1, 7–6(2)      |
| Поразка   | 5.   | 8 лютого 2004   | Ортізеї, Італія                   | Килим (i)  | Любомира Бачева      | Ольга Виметалкова Габріела Хмелінова    | 1–6, 3–6         |
| Поразка   | 6.   | 19 червня 2004  | Горіція, Італія                   | Килим (i)  | Мартіна Мюллер       | Руксандра Драгомір Андрея Ехрітт-Ванк   | 6–7(4), 2–6      |
| Перемога  | 5.   | 16 жовтня 2004  | Жуе-ле-Тур, Франція               | Килим (i)  | Квета Пешке          | Стефані Коен-Алоро Селіма Сфар          | w/o              |
| Перемога  | 6.   | 17 березня 2006 | Фуертевентура, Іспанія            | Тверде     | Юлія Бейгельзимер    | Анжеліка Бахманн Крістіна Барруа        | 6–3, 6–7(5), 6–4 |
| Поразка   | 7.   | 18 лютого 2007  | Сагне (місто), Канада             | Тверде (i) | Сабіне Клашка        | Анджелік Кербер Агнеш Сатмарі           | 1–6, 4–6         |